# Focșani
Focșani este municipiul de reședință al județului Vrancea, la limita între regiunile istorice Moldova și Muntenia, România, format din localitățile componente Focșani (reședința), Mândrești-Moldova și Mândrești-Munteni. Potrivit recensământului din 2021, are o populație de 66.648 locuitori.
O așezare a existat în acest loc încă din secolul al XIII-lea, aici fiind localizată Civitas Milcoviae, reședința Episcopiei de Milcov, catolică. În secolul al XV-lea a fost ridicată pe un deal învecinat Cetatea Crăciuna, pe care Ștefan cel Mare a fortificat-o în anul 1482 drept avanpost în calea expansiunii otomane.
La începutul secolului al XVII-lea era consemnat ca sat, iar după anii 1615-1620 este menționat ca târg la intersecția drumurilor comerciale care uneau Țara Românească cu Moldova. În secolele XVII-XVIII importanța așezării, cu cele două părți ale sale - moldovenească și muntenească - a crescut din nou, fapt atestat de numărul mare de biserici și mănăstiri construite aici.

## Numele orașului
Toponomia orașului Focșani ar putea proveni de la numele familiei Focșa, „moldoveni buni și drepți din vremea lui Ștefan cel Mare”. Cu toate acestea, lipsa unei atestări documentare a unei asemenea familii lasă loc pentru mai multe interpretări. Prima mențiune documentară posibilă este înregistrată în Registrele vamale ale Brașovului, unde este menționat un Harthan din Fokschein, în 1546, care se afla în orașul transilvan alături de doi negustori moldoveni. Se cunoaște, de asemenea, faptul că în 1575 exista deja o așezare rurală cu acest nume, fiind menționată de către Alexandru al II-lea Mircea în contextul luptelor date în zonă de către el și fratele său, Petru Șchiopul, pentru a lua tronul Moldovei de la voievodul Ioan Vodă Armeanul.

## Geografie

### Așezare geografică
Focșani se află la limita între regiunile istorice Moldova și Muntenia din România.
Este încadrat geografic la 45°42′N 26°13′E / 45.700°N 26.217°E, străjuit de partea nord-estică a Carpaților de Curbură, la contactul dintre Câmpia Siretului inferior și dealurile subcarpatice ce culminează cu Măgura Odobeștilor (1.001 m). Municipiul Focșani are o suprafață de 54,8 km², ceea ce reprezintă 1% din suprafața județului Vrancea, fiind o localitate de dimensiune medie.
Rețeaua de comunicații este dispusă radial, accesul în oraș făcându-se prin șase porți de intrare:
- dinspre sud pe DN2 din direcția București–Buzău prin Bariera București;
- dinspre est, pe DN23 din direcția Brăila–Galați prin Bariera Brăilei și Galați;
- dinspre est, pe DJ 204D din direcția Suraia prin Bariera Galați–Suraia;
- dinspre nord, pe același DN2 din direcția Suceava–Bacău sau Iași-Vaslui-Tecuci prin Bariera Mărășești și pe DJ 204E și DJ 209 din direcția Petrești și Vânători;
- dinspre vest, pe DN2D prin Bariera Drumul Vrancei–Odobești din direcția Târgu Secuiesc–Vidra–Bolotești–Drumul Vrancei sau pe DJ 205C din direcția Vidra-Bolotești–Odobești–Focșani;
- dinspre est, pe DN2M din directia Andreiașu de jos;
- dinspre sud, pe DC 141 prin Bariera Cotești din direcția comunei Câmpineanca.

### Relief și geologie

#### Relief
Fiind situat pe magistrala feroviară București-Ploiești-Bacău-Suceava și pe drumul european E85 (DN2) București-Buzău-Suceava, flancat de râurile Putna, spre est, la o distanță de 7 km, și Milcov, spre sud, la o distanță de 2 km, orașul Focșani se situează în câmpia joasă a Siretului Inferior la o altitudine de 50–55 metri deasupra nivelului mării, câmpie ce se întinde de la linia Mărășești, Vânători, Tătăranu, Ciorăști până la albia Siretului.

#### Climă
Pe teritoriul municipiului Focșani, clima este temperat-continentală, influențată de adăpostul Carpaților de curbură, cu variații mari de temperatură.
 
Temperatura medie este de cca. 9 °C, maxima absolută înregistrată fiind de +42,3 °C (iulie 1990), iar minima absolută de -33,7 °C (februarie 1987).

Volumul precipitațiilor depășește 400 mm, lunile cele mai ploioase fiind mai-iunie, iar cele mai secetoase decembrie-februarie.

Numărul zilelor cu ninsoare este de cca. 20 pe an.

Vânturile dominante în toate anotimpurile bat dinspre nord-est, iar vânturile calde, mai rare, dinspre sud, sud-est

### Riscuri seismice
Teritoriul județului Vrancea corespunde celei mai active zone seismice din România. Răspândirea focarelor de cutremure pune în evidență existența a doua zone:
1. trunchiul Vrâncioaia-Tulnici-Soveja, unde se produc cutremure la adâncimi între 80–160 km, legat de curbura arcului carpatic;
2. în regiunea de câmpie între Râmnicu Sărat, Mărășești și Tecuci cu cutremure mai puțin adânci.

Seismele cu epicentrul în Vrancea au origine tectonică, fiind provocate de deplasările blocurilor scoarței sau alte părți superioare ale învelișului, în lungul unor falii formate anterior sau în lungul unora foarte adânci. Cutremure devastatoare, cu magnitudinea cuprinsă între 7 și 8 grade pe scara Richter, s-au înregistrat în 8 octombrie 1620, 9 august 1679, 12 iunie 1701, 13 mai 1738, 6 aprilie 1790, 26 octombrie 1802, 1829, 28 ianuarie 1838. În secolul XX, cele mai semnificative evenimente au avut loc la 25 mai 1925, 10 noiembrie 1940 care, a distrus aproape în întregime orașul Panciu având magnitudinea de 7,4 grade, 4 martie 1977 cu magnitudinea de 7,2 grade, 30 august 1986 cu magnitudinea de 7 grade, 30 si 31 mai 1990 cu magnitudinea de 6,9 respectiv 6,4 grade.
Numărul cutremurelor cu magnitudine egală sau mai mare de 3 grade înregistrate în județul Vrancea pe ultimii ani se prezintă astfel:
- 1998: s-au înregistrat 19 cutremure din care, cel mai mare s-a produs la data de 28 aprilie cu magnitudinea de 5 grade;
- 1999, s-au înregistrat 33 cutremure din care, cele mai puternice s-au produs la 28 aprilie cu magnitudinea de 5,3 grade, la data de 8 și 14 noiembrie cu magnitudinea de 4,6 grade;
- 2000, s-au înregistrat 23 cutremure din care, cel mai mare s-a produs la data de 6 aprilie, cu magnitudinea de 5 grade.

Analiza factorilor de risc la nivelul municipiului Focșani trebuie să țină cont în mod prioritar de faptul ca cea mai importantă zonă seismică din România se află în zona Vrancea.

## Istorie

### Descoperiri arheologice preistorice și antice
Săpăturile arheologice efectuate în anul 1977 în sudul Focșaniului atestă că în zona vetrei actuale a orașului a existat în neolitic o așezae, obiectele descoperite aparținând culturii Starčevo-Criș (circa 5000 î.Hr.). Au mai fost descoperite un tezaur dacic din secolul III–II î.Hr., un tezaur de monede imperiale romane, alte mărturii ale culturii materiale care au aparținut carpilor și sarmaților din secolele al II-lea–al III-lea e.n.
Teritoriul pe care se află orașul astăzi a fost puternic afectat de invazia goților, hunilor, slavilor, tătarilor.

### Hrisov muntean
Primul document în care se vorbește despre existența Focșanilor, este un hrisov muntean, din 30 ianuarie 1575, în care se arată cum Alexandru Vodă din Țara Românească a fost lovit „cu înșelăciune pe la Focșani” de Ion Vodă cel Viteaz, se referă la o luptă purtată în 1572.

### Târg
Până la începutul secolului XVII-lea, Focșaniul era consemnat ca sat, iar după anii 1615–1620 se menționează denumirea de târg, devenind cu timpul cea mai importantă așezare între Trotuș și Râmnicu Sărat, aflându-se la confluența drumurilor comerciale ce unesc Țara Românească cu țările din vestul și estul Europei.

### Focșanii Valahiei și Focșanii Moldovei
Pentru că Focșanii se găseau chiar pe granița ce despărțea Moldova de Țara Românească, cu timpul au apărut două orașe cu același nume: Focșanii Valahiei (Focșanii Munteni) și Focșanii Moldovei. Pe la anul 1641, un călător străin anonim descria Focșanii ca fiind un oraș mare, „aflat chiar pe granița Moldovei cu Muntenia, pe care le desparte un pârâu, mai bine zis o baltă, peste care este clădit un pod de piatră”. Pârâul era de fapt o gârlă creată prin derivarea unei părți din apa Milcovului, care la început a avut suficientă apă pentru a pune în mișcare o moară, dar care după anul 1831 era aproape complet colmatată. La 1 ianuarie 1848 a fost suprimată linia vamală între Moldova și Țara Românească, Focșaniul pierzând astfel funcția de vamă. După alegerea ca domn a lui Alexandru Ioan Cuza în Principatele Unite, acesta a dat un decret, la 10 iulie 1862, care legifera că „ambele părți ale orașului Focșani de dincoace și dincolo de Milcov, vor forma în viitor un singur oraș, care va fi residența județului Putna”.
La Focșani a funcționat între anii 1859 și 1862 Comisia Centrală, însărcinată cu elaborarea legilor comune în Principatele Unite, Curtea de Casație pentru două Prefecturi (Putna și Râmnicul Sărat), două tribunale, două poliții, două secții ale municipalității. 

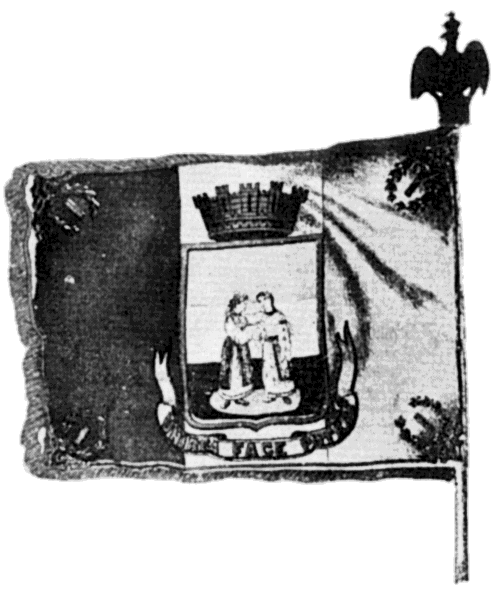
Drapelul gărzii civile Focșani

Perioada dintre Unire și câștigarea independenței cunoaște o mare înflorire. În 1866 se construiește Gimnaziul, astăzi Colegiul Național „Unirea”, în anul 1867 Spitalul județean și comunal, în anul 1873 Grădina Publică. Sfârșitul secolului al XIX-lea și începutul secolului XX cunoaște aceeași dezvoltare înfloritoare în așa fel încât se înființează Societatea Filarmonică denumita simbolic „Doina Vrancei” (1907), Biblioteca Publică (1912), Teatrul „Maior Gheorghe Pastia”, inaugurat în 1913, Palatul de Justiție. Pe 30 decembrie 1881 a avut loc la Focșani Primul Congres Mondial Sionist.

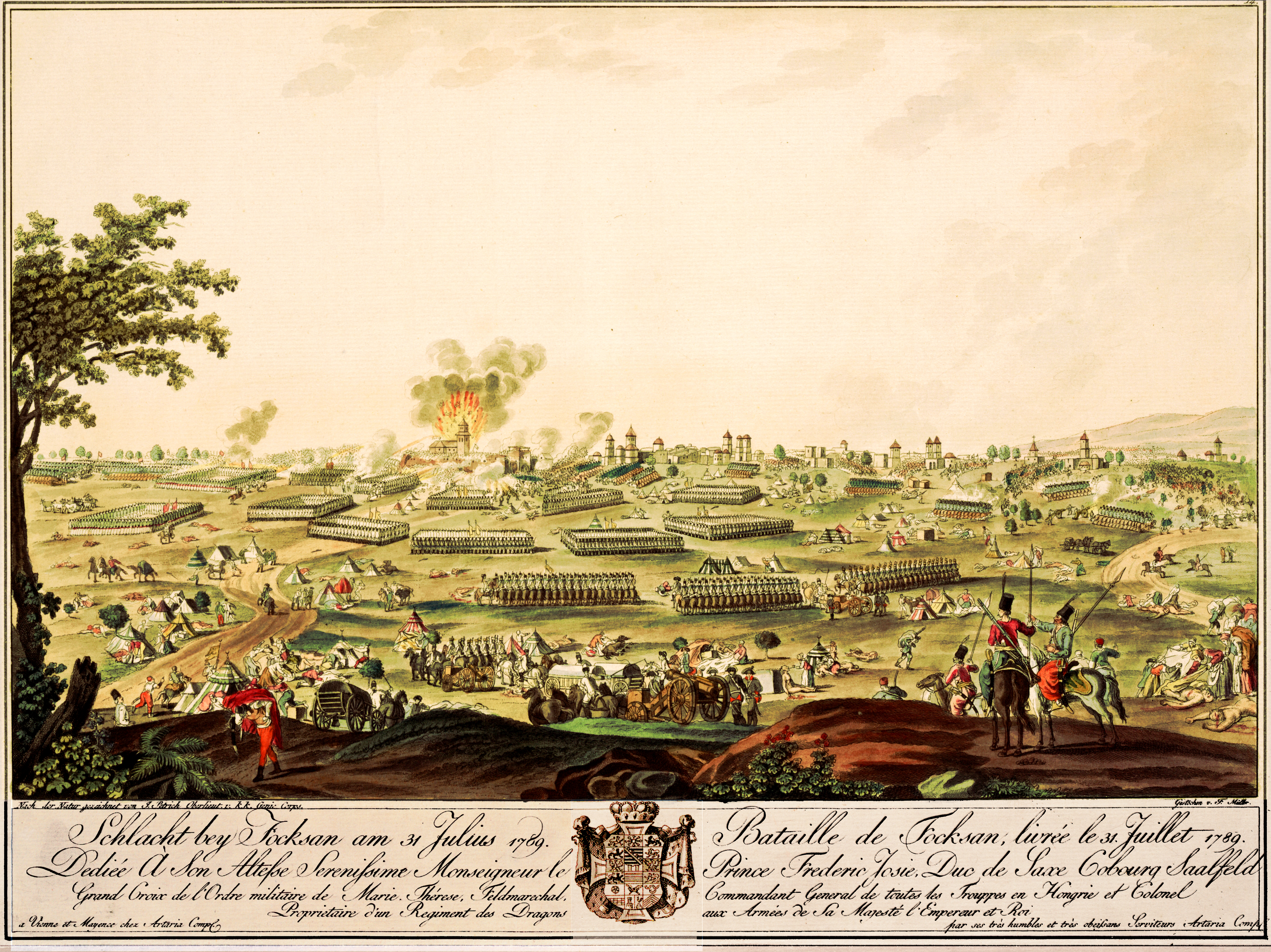
Bătălia de la Focșani, 1789

Fotografie de epocă a monumentului generalului Aleksandr Suvorov din Dragosloveni, 1913

### Cele două războaie mondiale și perioada dintre ele

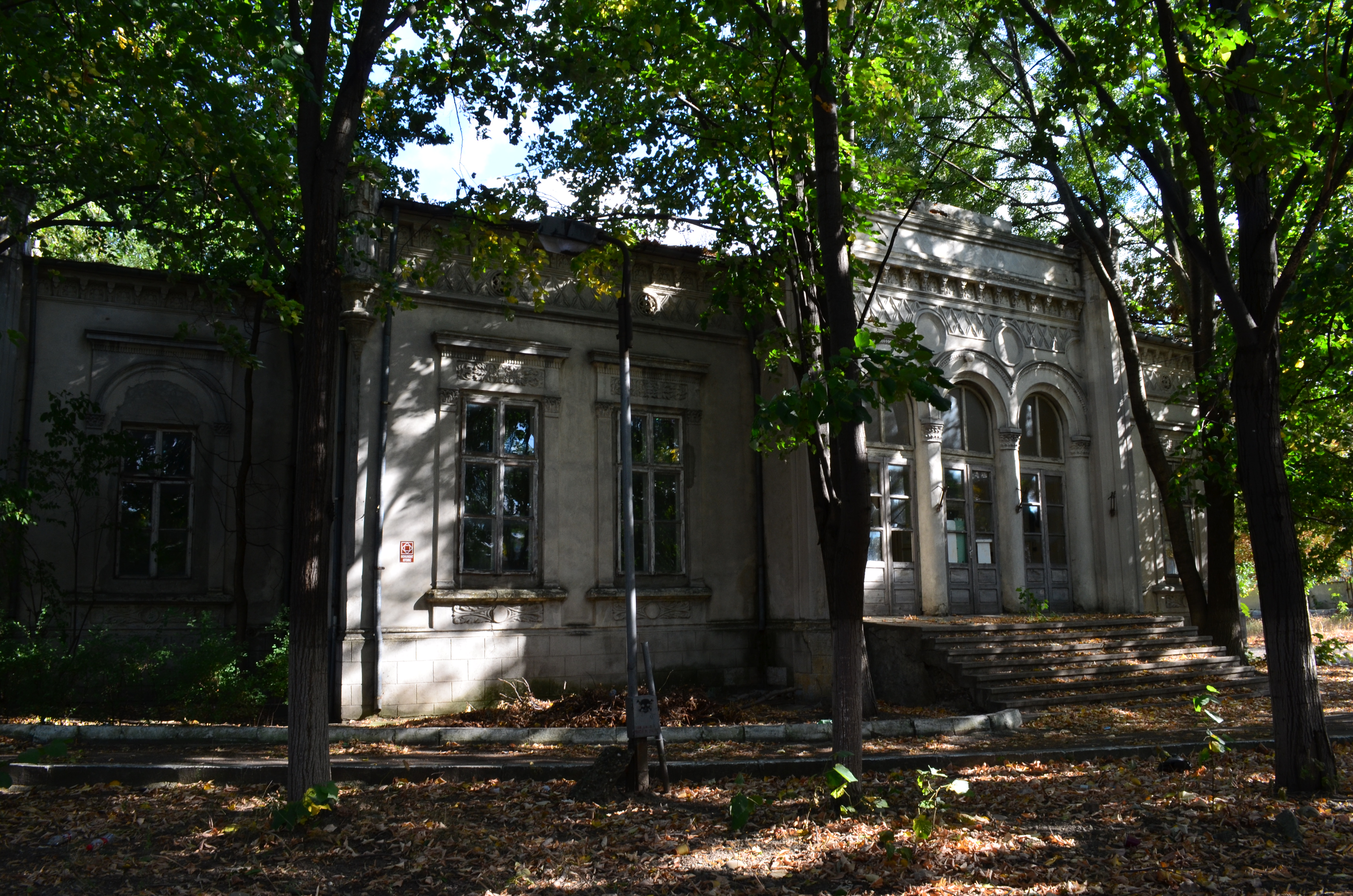
Casa unde, la 9 decembrie 1917, s-a semnat armistițiul. Azi „Casa Apostoleanu”, monument istoric (foto 2014)

La 9 decembrie 1917 a fost semnat la Focșani armistițiul între reprezentanții Armatei Române și cei ai Puterilor Centrale.
Între cele două războaie mondiale se continuă procesul de dezvoltare a orașului Focșani prin construirea unei uzine electrice, se construiește Ateneul Popular „Maior Gheorghe Pastia” (1927), clădirea Băncii Naționale, construită în stil arhitectonic neoclasic, Palatul Telefoanelor; se îmbunătățește rețeaua de alimentare cu apă și rețeaua stradală, se construiește Mausoleul Eroilor Focsani între anii 1924-1926, Monumentul Eroilor Regimentului 10 Dorobanți (1930).
În perioada interbelică exacerbarea mișcării de dreapta se manifestă prin antisemitismul îndreptat împotriva puternicei comunități evreiești din oraș.
Astfel, în 14 iunie 1925 căsătoria lui Corneliu Zelea Codreanu cu Elena Ilinoiu, în Crângul Petrești, are și o clară tentă politică.
Se țin cuvântări antisemite și sunt distruse magazine ale acestei comunități.

### Perioada comunistă
După anul 1950 se înregistrează un rapid proces de industrializare cu implicații directe în procesul de creștere economică, migrarea populației către mediul urban și, implicit, în structura urbană a localității: apar primele cartiere de blocuri de locuințe (Cartierul Gara, Cartierul Sud, Cartierul Bahne, zona de centru a orașului), se prefigurează zona industrială care se va dezvolta treptat, s-au construit Fabrica de Confecții (azi SC Incom SA), Intreprinderea de Produse Finite din Lemn (1963) (SC Mopaf SA), Fabrica de dispozitive, ștanțe, matrițe și scule așchietoare (1971) (SC Romseh SA), Întreprinderea de aparataj electric (SC Instaelectric SA), întreprinderi de producere, prelucrare și valorificare a vinului (S.C. Vinicola S.A., S.C. Vincon S.A.), Întreprinderea de prelucrare mase plastice (1974) (Uniplast-R S.R.L. (1973), Întreprinderea de vase emailate (1979) (S.C. VEF S.A.), Întreprinderea metalurgică (Metanef), unități aparținând industriei ușoare (S.C. Heim-Milcov S.A., Filatura de bumbac (1981), EFECTOFIL SA (1991)), precum și întreprinderi din industria alimentară (prelucrarea laptelui, valorificarea cărnii, valorificarea legumelor și fructelor).
Orașul Focșani a devenit municipiu, reședință a județului Vrancea, odată cu noua împărțire administrativ-teritorială a României, care a avut loc în anul 1968.

## Stemă

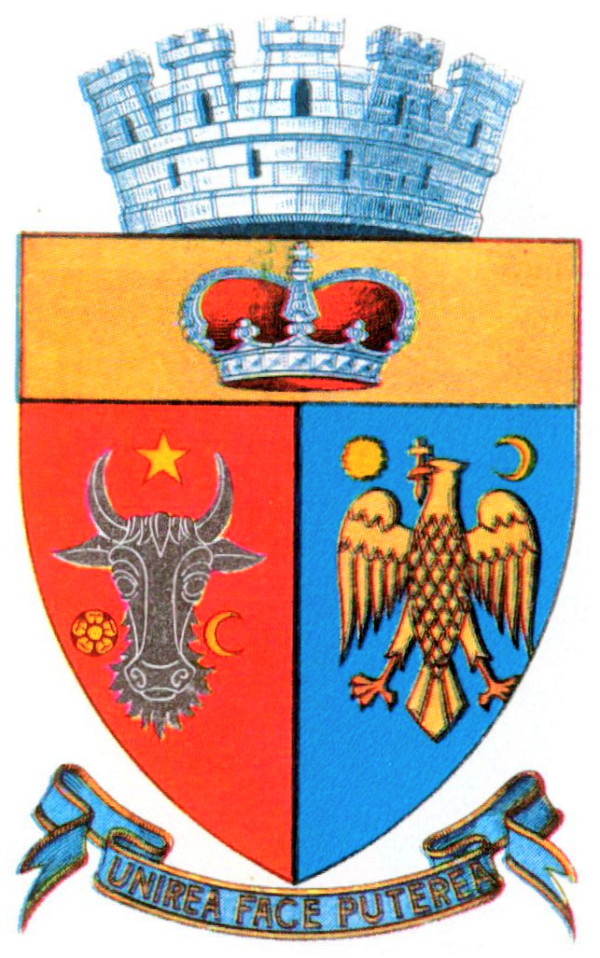
Stema în perioada interbelică

Stema în perioada interbelică cuprindea acvila și capul de bour.

## Demografie

### Dinamica populației
Componența etnică a municipiului Focșani
     Români (81,91%)
     Alte etnii (1,09%)
     Necunoscută (17,01%)
Componența confesională a municipiului Focșani
     Ortodocși (79,9%)
     Alte religii (1,98%)
     Necunoscută (18,13%)
Conform recensământului efectuat în 2021, populația municipiului Focșani se ridică la 66.648 de locuitori, în scădere față de recensământul anterior din 2011, când fuseseră înregistrați 79.315 locuitori. Majoritatea locuitorilor sunt români (81,91%), iar pentru 17,01% nu se cunoaște apartenența etnică. Din punct de vedere confesional, majoritatea locuitorilor sunt ortodocși (79,9%), iar pentru 18,13% nu se cunoaște apartenența confesională.
|  | Graficele sunt indisponibile din cauza unor probleme tehnice. Mai multe informații se găsesc la Phabricator și la wiki-ul MediaWiki. |

Date: Recensăminte sau birourile de statistică - grafică realizată de Wikipedia

## Politică și administrație
Municipiul Focșani este administrat de un primar și un consiliu local compus din 21 consilieri. Primarul, Cristi Valentin Misăilă[*], de la Partidul Social Democrat, este în funcție din 2016. Începând cu alegerile locale din 2024, consiliul local are următoarea componență pe partide politice:
|  | Partid                          | Consilieri | Componența Consiliului | Componența Consiliului | Componența Consiliului | Componența Consiliului | Componența Consiliului | Componența Consiliului | Componența Consiliului | Componența Consiliului | Componența Consiliului | Componența Consiliului |
|  | ------------------------------- | ---------- | ---------------------- | ---------------------- | ---------------------- | ---------------------- | ---------------------- | ---------------------- | ---------------------- | ---------------------- | ---------------------- | ---------------------- |
|  | Partidul Social Democrat        | 10         |                        |                        |                        |                        |                        |                        |                        |                        |                        |                        |
|  | Partidul Național Liberal       | 5          |                        |                        |                        |                        |                        |                        |                        |                        |                        |                        |
|  | Alianța pentru Unirea Românilor | 3          |                        |                        |                        |                        |                        |                        |                        |                        |                        |                        |
|  | Alianța Dreapta Unită           | 3          |                        |                        |                        |                        |                        |                        |                        |                        |                        |                        |

## Atracții turistice

### Monumente istorice

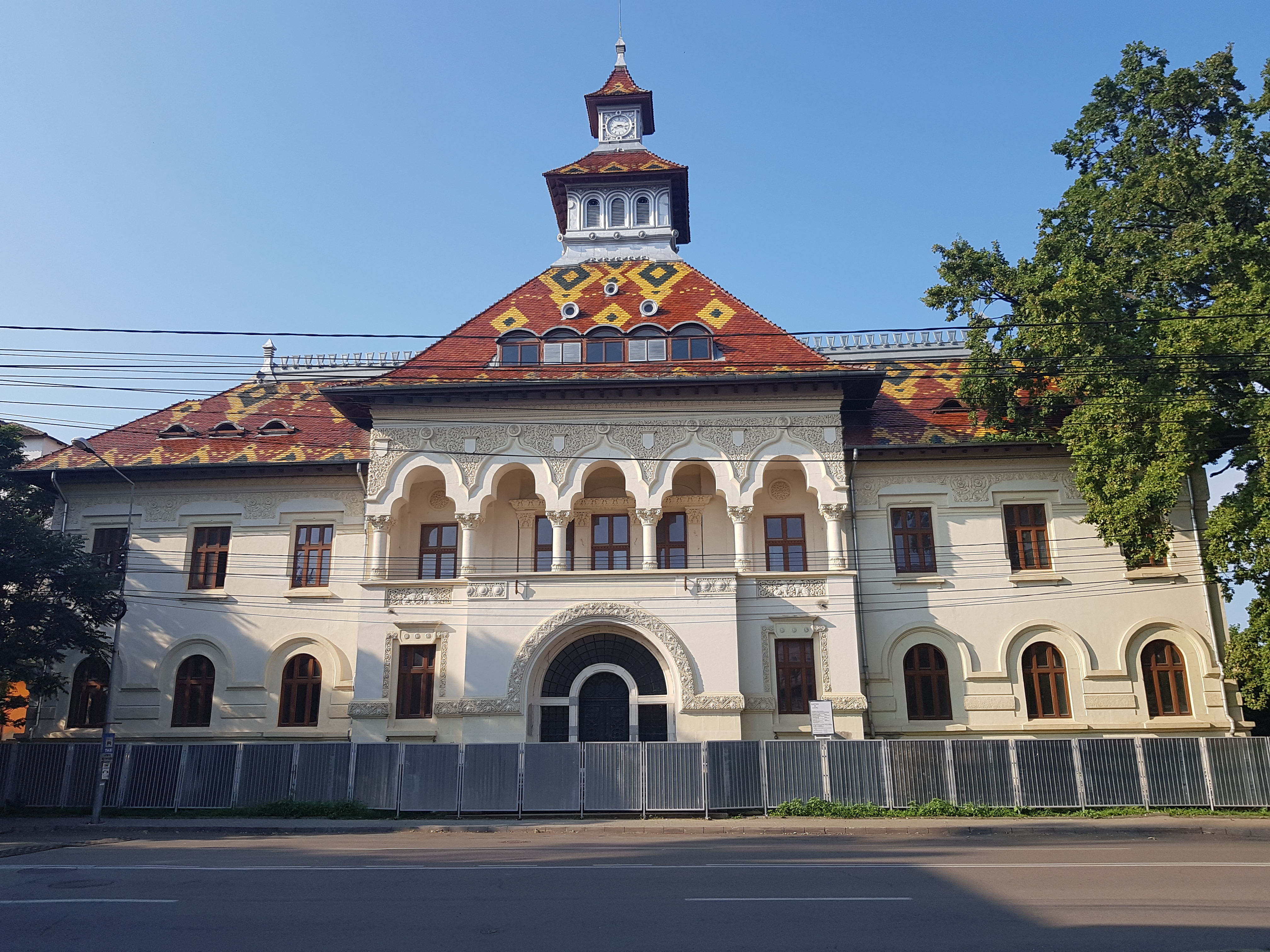
Fostul Palat Administrativ din Focșani

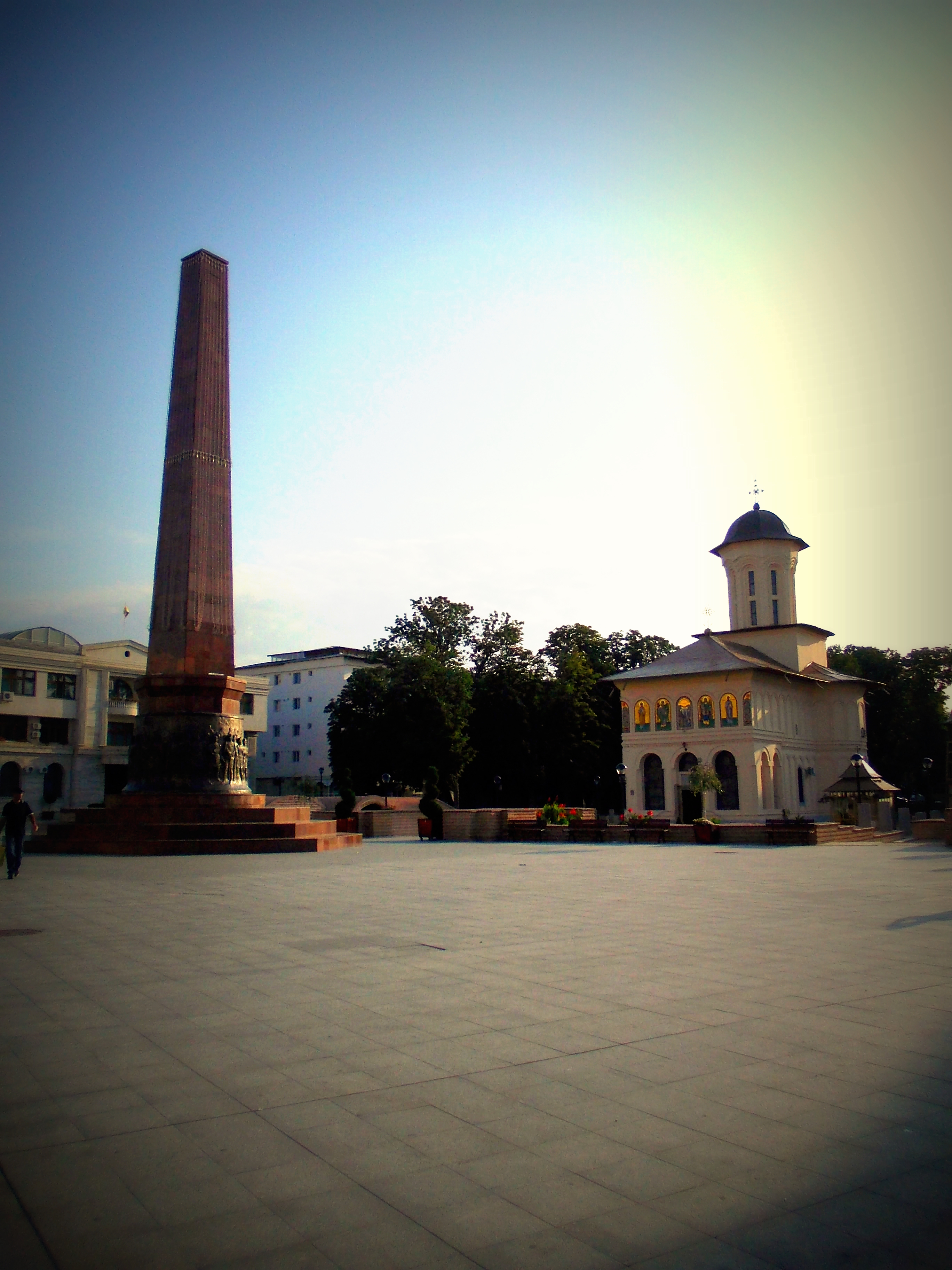
Obeliscul din Piața Unirii, ridicat în 1975. Monumentul este ridicat de un colectiv condus de sculptorul Ion Jalea.

- Colegiul Național „Unirea” (1866) - pe 7 ianuarie 1866 orașul avea primul gimnaziu și purta numele domnitorului Alexandru I. Cuza. Ulterior, din motive politice, gimnaziul este nevoit să adopte numele de „Unirea", devenind în 1885 Liceul „Unirea". Arhitectul a fost Constantin Băicoianu, lucrarea fiind finalizată în 1899. De pe băncile Liceul „Unirea" au ieșit multe personalitățile, printre care: arhitectul Anghel Saligny, arhitectul Ion Mincu, scriitorul și diplomatul Duiliu Zamfirescu,  Constantin C. Giurescu, Dumitru F. Caian, geograful Simion Mehedinți, chimistul Gheorghe Gh. Longinescu, istoricul Ion Nestor etc.[15]
- Teatrul Municipal „Maior Gheorghe Pastia” - Construcția clădirii teatrale, realizate în stilul baroc, a fost încheiată în 1913. Edificiul cultural în sine fiind o replică în miniatură a Teatrului Național „Vasile Alecsandri” din Iași și a celui din Odessa. Pe data de 21 noiembrie au avut loc primele spectacole „Fântâna Bladuziei” de Vasile Alecsandri și „Pe malul gârlei” de focșăneanul Ollănescu-Ascanio.
- Clădirea Prefecturii - construcția a fost demarată în 1913, după planurile arhitectului Simion Vasilescu.
- Colegiul Național „Alexandru Ioan Cuza” - clădirea a fost ridicată între anii 1930- 1931, în stil românesc, și a fost la început Școala Secundară de fete. La ceremonia din 1 august 1930, a luat parte și Nicolae Iorga.
- Borna de hotar - borna de hotar dintre Moldova și Muntenia a fost inaugurată la 13 septembrie 1931, în prezența istoricului Nicolae Iorga. Este realizată de către scluptorul Ion Jalea (1887- 1983) în colaborare cu arhitectul I. Berindei.[16]
- Muzeului de Istorie și Etnografie („Casa Alaci”)
- Muzeul Satului
- Muzeul Vrancei
- Muzeul de Științe ale Naturii - clădirea care azi adăpostește Muzeul de Științe Naturale, este o construcție realizată drept locuință, la sfârșitul secolului al XIX lea de către magistratul focșănean Constantin Tatovici.
- Mausoleul Eroilor - monumentul a fost ridicat în anul 1924, după planul arhitectului Ștefan Balosin și adăpostește osemintele a 1744 de eroi căzuți în Primul Război Mondial.
- Monumentul Unirii - a fost inaugurat la 24 ianuarie 1976. Monumentul este amplasat în centrul orașului, pe hotarul de despărțire a celor două regiuni ale vechiului așezământ, Focșanii Munteniei și Focșanii Moldovei, înainte de unirea lor în 1862 pe data de 10 iulie. Basorelief de bronz este opera sculptorului Ion Jalea.

### Biserici și manăstiri

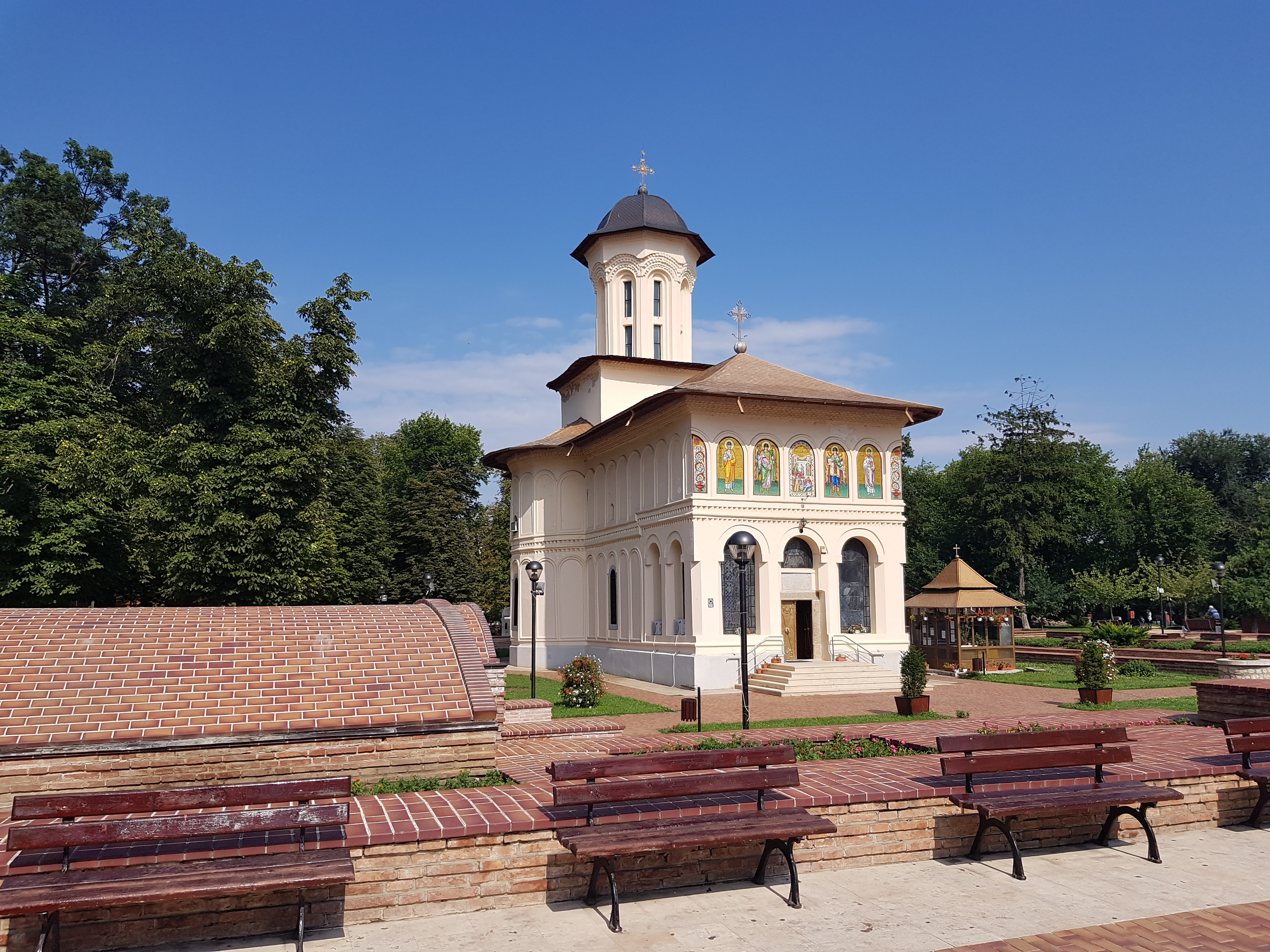
Biserica „Nașterea Sf. Ioan Botezătorul”, Focșani

- Biserica „Nașterea Sfântului Ioan Botezătorul” - biserica în sine a fost clădită în anul 1661, de către domnitorul Grigore Ghica (zis Albanezul).
- Biserica Sfântul Gheorghe - nord (armenească, sec. al XVIII-lea) - construcția a fost ridicată pe ruinele vechii biserici din lemn de la 1600, iar prezența ei a fost redată documentar în cadrul zapisului de la 7245 (1738) 20 iunie.
- Biserica Sfântul Dumitru (1700-1705)
- Biserica „Sfântul Nicolae Vechi” (1713-1716)
- Biserica „Sfântul Nicolae Nou” (construită în anul 1732)
- Biserica „Sfântul Nicolae” din Tăbcari (construită în anii 1744-1746)
- Biserica Sf. Prooroc Samuil (construită în anul 1756)
- Biserica „Nașterea Maicii Domnului” (1783)
- Biserica „Sfinții Împărați Constantin și Elena” (1815)
- Biserica Sfântul Gheorghe - nord - biserica a fost clădită în anul 1819, primul ctitor al bisericii a fost epitropul Iordache Lupu.
- Biserica catolică Sfântul Anton (1847)
- Biserica „Sfinții Apostoli” de la Ocol (a doua jumătate a secolului al XIX-lea)

## Cultură

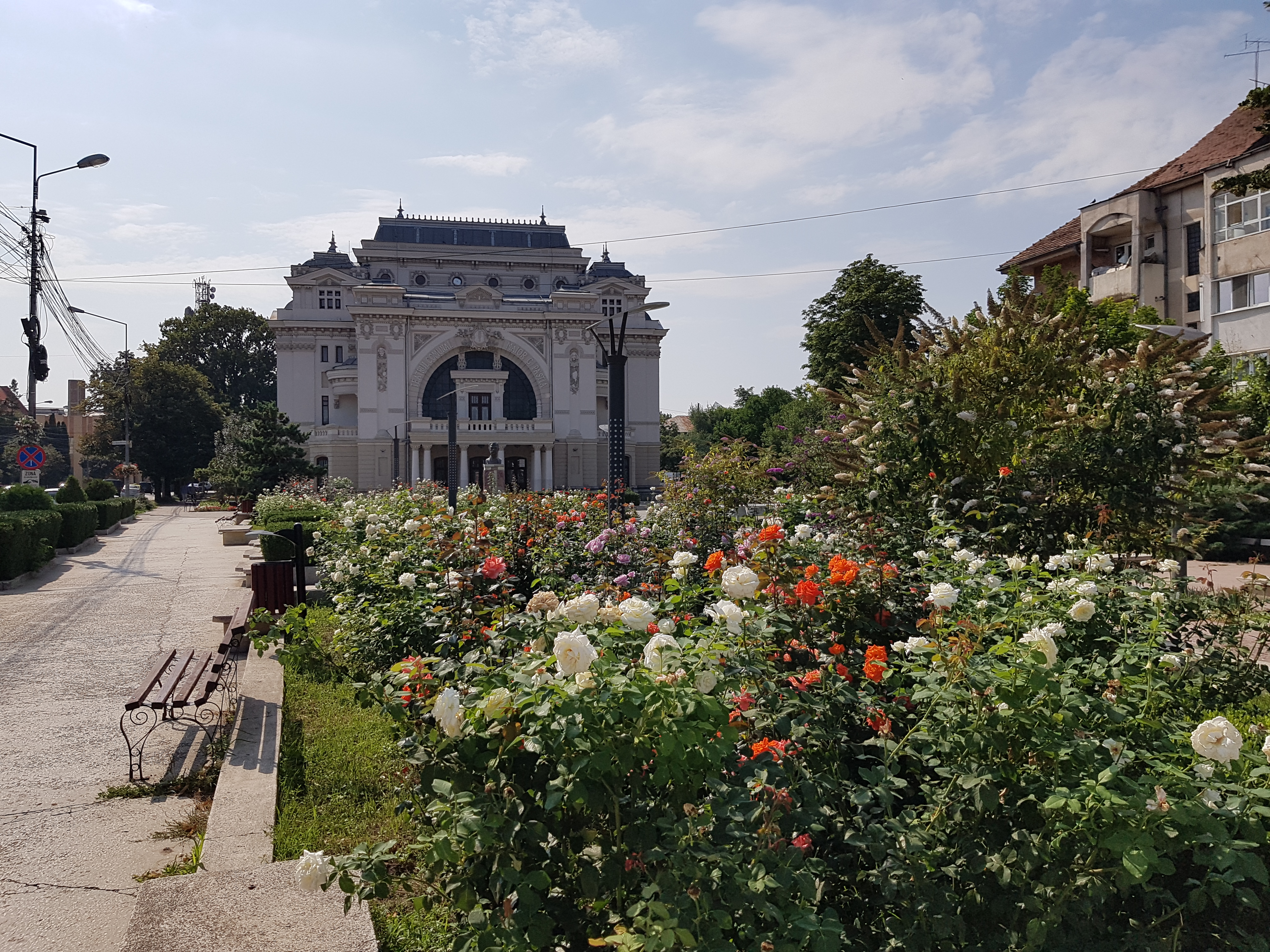
Teatrul Municipal „Maior Gheorghe Pastia”, Focșani

Teatrul municipal poartă denumirea ctitorului său, maiorul Gheorghe Pastia, care a donat suma necesară construirii unei locații destinate teatrului, în anul 1908. Proiectul edificiului a fost ales de către o comisie din care făceau parte Constantin Nottara și arhitectul Ion Mincu. Lucrările de construcție au durat peste cinci ani, inaugurarea având loc pe 21 noiembrie 1913. Ca architectură, Teatrul Municipal îmbină stilul baroc cu elemente caracteristice stilului Art Nouveau. La construcția sa au fost avute în vedere schițele teatrelor Raimundtheater și Jubiläums-Stadttheater din Viena, conduse de bănățeanul Adam Müller-Guttenbrunn.
În perioada comunistă activitatea teatrului a fost afectată de spectacolele propagandistice impuse de Partidul Comunist Român. După cutremurul din 1986 și-a întrerupt activitatea pentru o perioadă de 18 ani. Teatrul Municipal „Mr. Gh. Pastia” a fost redeschis publicului în ianuarie 2004.

## Media

### Radio
Posturi de radio disponibile în oraș sunt următoarele:
- Kiss FM (88.7 MHz)
- Radio ZU (89.4 MHz)
- PRO FM (100.5 MHz)
- Radio Impuls (95.3 MHz)
- Digi FM (90.0 MHz)
- Europa FM (105.8 MHz)
- Itsy Bitsy (97.7 MHz)
- Focus FM (97.0 MHz)
- Radio Trinitas (93.0 MHz)
- Radio Dada (106.6 MHz)

și posturile de radio oferite de Societatea Română de Radiodifuziune, precum:
- Radio România Actualități (102.5 MHz)
- Radio România Cultural (101.0 MHz)

### Televiziuni
Televiziunile disponibile din oraș sau care emit în județul Vrancea sunt:
- Atlas TV Focșani (lansat în 1994), emite cu program, zilnic între orele 09:00-13:00, 18:00-22:00 iar duminica emite între orele 09:00-12:00, 18:00-21:00.
- Focus TV Buzău (lansat în 2007), canal originar din jud. Buzău, are acoperire în județ
- Tele M Botoșani (lansat în 2007), canal originar din jud. Botoșani, are acoperire și în județ.
- TV Sud Est Râmnicu-Sărat (lansat în 2002), canal originar din Râmnicu-Sărat, Buzău, emite separat din anul 2021. Frecvența veche pe care emitea și avea acoperire națională a devenit Exploris în anul 2021.
- TVR Iași (canal lansat în anul 1991), este canalul regional și studio-ul teritorial Iași, lansat de Societatea Română de Televiziune, are acoperire atât în toată regiunea Moldova cât și în județ.

### Presă
- Ediție de Vrancea
- Monitorul de Vrancea
- Realitatea de Vrancea
- Ziarul de Vrancea
- Jurnal de Vrancea
- Actualitatea Vrânceană
- Vrancea 24

## Sănătate
Începând cu data de 1 ianuarie 1999 și în conformitate cu Legea nr. 100 din 1998 și cu Legea nr. 145 din 1997, au luat ființă, ca unității distincte, Direcția de Sănătate Publică a județului Vrancea și Casa de Asigurări de Sănătate a județului Vrancea.
Din anul 1999 (semestrul II), Casa Județeană de Asigurări de Sănătate cofinanțează patru programe naționale de sănătate:
- sănătate mintală și profilaxie psihosocială
- prevenție în patologia nefrologică, dializă renală și transplant renal.
- prevenire și control în patologia oncologică
- prevenire și control în diabetologie și alte boli de nutriție.

Municipiul Focșani concentrează cea mai mare parte a dotărilor pentru sănătate și asistență socială ale județului (peste 50%), oferind servicii diversificate.
S-a finalizat și amenajat stația de dializă care asigură derularea programului nr. 15 a Ministerului Sănătății de prevenire în patologia nefrologică, dialize și transplant renal (septembrie 1998).
S-a amenajat și dotat Camera de primire urgențe a Spitalului Județean Focșani.
S-a mărit capacitatea Serviciului județean de Ambulanță prin dotarea acestuia cu o ambulanță FIAT DUCATO pe lângă cele 4 existente.
S-au înființat noi unități medicale cum ar fi:
- Centru județean de diabet
- Centru de diagnostic și tratament al vârstnicului
- Stația de hemodializă
- Clinica de yi pentru copii infestați cu HIV.
- Compartimentul de tomografie computerizată în cadrul secției de radiologie a Spitalului județean Vrancea.
- Centru de transfuzie sanguină dotat la ultimele standarde europene.

S-au încheiat contracte de comodat cu medici din ambulatoriu pentru înființarea cabinetelor medicale, pentru un numar de 283 de cabinete medicale.

## Economie

### Industria
În anii de după revoluție producția industrială a cunoscut profunde modificări structurale, astfel încât începând cu anul 2000 producția preponderentă o constituie confecțiile textile care față de anul 1990 au crescut cu 46%, iar față de anul 1996 de circa 4 ori, în detrimentul celorlalte ramuri ale industriei, respectiv producția vinului pentru consum, prelucrarea produselor agroalimentare, mobilier din lemn, tricotaje din lână și bumbac etc.

### Agricultura
Agricultura este slab reprezentată, fiind concretizată în creșterea animalelor și cultivarea vitei-de-vie, în Mândrești-Munteni.

## Asistența socială
Problematica socială a comunității municipiului Focșani, asigurarea unui trai decent și un viitor generațiilor următoare trebuie să implice acțiunea autorităților locale pentru asigurarea condițiilor normale de dezvoltare sănătoasă a comunității, creșterea calității vieții.

Prin crearea unui cadru legislativ în perioada 1998-2000 au fost acordate ajutoare materiale și bănești prin Direcția de Muncă și Solidaritate Socială.

Efectul tranziției socio-economice înregistrate în România după 1990 a dezechilibrat întregul sistem socio-familial prin apariția unor probleme pentru care populația nu a fost pregătită, accentuându-se necesitatea apariției unui control social la nivel național și comunitar prin crearea de instituții specifice.

La nivelul municipiului Focșani funcționează o Cantină de ajutor social care asigură hrană caldă pentru circa 240 asistați, familii nevoiașe, case de copii pentru protecția copiilor aflați în dificultate.

În conformitate cu prevederile Legii nr. 416/2001, se acordă ajutor social pentru aprox. 250 de persoane cu venituri mici și ajutor bănesc pentru încălzirea locuinței, pentru circa 6 000 familii pe lună, pe perioada de iarnă (noiembrie-martie).

## Sport
Activitatea sportivă este bine reprezentată prin orele de educație fizică și sport din învățământ, existența unui liceu cu profil sportiv, cluburi de gimnastică și alte sporturi de performanță, o sală polivalentă, două terenuri de sport.

### Echipe
- CSM Focșani
- LPS Focșani
- Unirea Focșani

## Personalități

Gheorghe Pastia

Ion Mincu

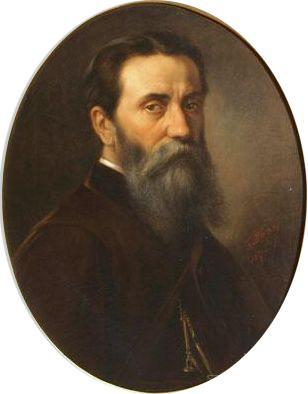
Gheorghe Tattarescu

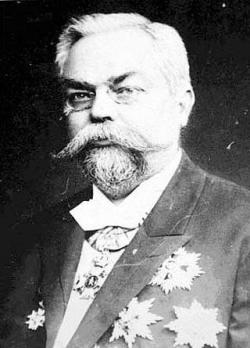
Anghel Saligny

- Nicolae Teodorescu (1786-1880), pictor de biserici și muralist
- Cilibi Moise (n. 1812 - d. 31 decembrie 1870, București), povestitor evreu, umorist și autor de pilde si aforisme în limba română
- Gheorghe Tattarescu (1820-1894), pictor, pionier al neoclasicismului în pictura românească.
- Costache Bălănescu (1830-1888), actor de teatru și traducător
- Gheorghe Apostoleanu (1832-1895) magistrat, om politic, prim președinte al Curții de Apel din Focșani, fost profesor de economie politică și drept penal la Universitatea din Iași.
- Solomon Schechter (1847-1915), rabin, unul din fondatorii iudaismului conservator în SUA
- Dumitru C. Ollănescu-Ascanio (1849-1908), scriitor român
- Ion Mincu (1852-1912) a fost un arhitect, inginer, profesor și deputat
- Anghel Saligny (1854-1925), academician, inginer constructor, ministru și pedagog
- Ștefan Gh. Longinescu (1865-1931), jurist român, membru corespondent al Academiei Române
- Gheorghe Bogdan-Duică (1866-1934) a fost un istoric literar român, elev al Colegiului Național „Unirea”
- Gheorghe Gh. Longinescu (1869-1939), chimist și profesor român, membru de onoare al Academiei Române
- Petre Liciu (1871–1912), actor
- Hortensia Papadat-Bengescu (1876-1955), prozatoare, romancieră și nuvelistă din epoca interbelică. A stat în Focșani aproape 15 ani.[17]
- Marin Simionescu-Râmniceanu (1883 - 1964), scriitor, critic și istoric literar
- Oscar Sager (1894-1981) neurolog, de origine evreu
- Nutzi Acontz (1894-1957), pictoriță
- Mitty Goldin (1895-1956), impresar francez, producător și director de săli de music hall și varietăți și compozitor evreu originar din România
- Ion Sava (1900-1947), regizor
- Alexandru Graur (1900-1988), lingvist român, membru titular al Academiei Române. În anul 1924 este numit profesor titular la Liceul „Unirea“ din Focșani.[18]
- Constantin C. Giurescu (1901-1977), istoric român, membru al Academiei Române
- Ion Șt. Basgan (1902-1980), inginer și inventator
- Camil Baltazar (1902-1977), poet
- Leon Kalustian (1908-1990) a fost un jurnalist și scriitor român de origine armeană.
- Elie Dulcu (1908–1994), scriitor, editor și traducător
- Traian Cotigă (1910-1939), avocat român legionar.
- Nicu Stoenescu (1911-1989) a fost un solist de romanțe și tangouri, activ mai ales în perioada interbelică. Se face cunoscut mai ales prin duetele susținute împreună cu soția sa, Dorina Drăghici.
- Suzana Bantaș (n. 1922), medic, artist.
- Felicia Antip (1927-2013), scriitoare, publicistă de etnie evreiască
- Irina Mavrodin (1929–2012), profesor universitar, traducătoare română de limba franceză, poetă și eseistă. A urmat Liceul „Unirea” din Focșani (1940–1950).
- Leopoldina Bălănuță (1934–1998), actriță
- Constantin Stihi Boos[19] (1936-1992), muzicolog, traducător armean
- Cornel Coman (1936-1981), actor român, elev al Colegiului Național "Unirea"
- Varujan Vosganian (n. 1958) economist, om politic și scriitor român de origine armeană
- Romeo Stavarache (n. 1962), fost primar al municipiului Bacău
- Ioan Stanomir (n. 1973) critic literar, publicist și politolog român contemporan.
- Adrian Voinea (n. 1974), tenismen
- Gina Gogean (1977), gimnastă
- Valentina Ardean-Elisei (n. 1982), jucătoare de handbal
- Cosmin Nedelcu (cunoscut ca Micutzu, n. 1986), actor de stand-up comedy.
- Cristian Botan (n. 1987), antreprenor și tehnocrat
- Carmen Ion , profesor de limba și literatura română și fondator "Boovie”, un festival de book-trailere;
- Claudia Prisecaru (n. 1997), atletă.
- Ana Bărbosu (n. 2006), gimnastă